# Бій біля замку Лоде
58°54′20″ пн. ш. 24°06′15″ сх. д. / 58.905555555556° пн. ш. 24.104166666667° сх. д.
Бій поблизу замку Лоде стався 23 січня 1573 року під час Лівонської війни між московськими та шведськими військами.

## Передумови
1 січня Іван Грозний узяв місто Пайде, після чого вирушив до Новгорода, залишивши замість себе Симеона Бекбулатовича і наказав йому йти до Ревеля. Війська взяли Нейгоф і Каркус, після чого підійшли до Лоде.

## Битва
Про саму битву відомо, переважно, по «Хроніці провінції Лівонія» Бальтазара Руссова:
Коли великий князь московський взяв і міцно зайняв замок Віттенштейн, то поділив своє військо на три частини. З однією частиною разом з артилерією, що перевозилася не кіньми, а стрільцями, він пішов у Московію і кілька днів спокійно пробув у Новгороді; іншу частину він послав до замку Карксу, що належав також шведам, взяв цей замок після страшної пальби і потім передав його герцогу Магнусу гольштейнському.
Третю частину війська він послав у Вік, щоб спустошити землі біля Габсаля, Лоді та Леаля і взяти також ці замки погрозами та страхом. Але шведи твердо трималися у згаданих замках і не звертали уваги на жахливу стрілянину московита. Цей загін, з Божої волі, зазнав відмінних збитків у Віці. Тому що Клаус Акезен, який досить довго зносив з прикрощами шаленства московита і проханий бюргерами, нарешті хоробро виступив зі своїм військом, не таким сильним однак, як раніше, шукати ворога. Зустрівши неподалік Лоде московитів, він послав уперед свій авангард, що складався здебільшого з лівонців; коли ж останні напали на загін московитів і за перевагою московитів не могли або не хотіли повернутися до шведського війська, то кинулися тікати і тим зменшили і ще більше послабили шведський загін. Вони побігли, хто в Ревель, хто в Парнов, хто в Фікель, хто в Лоді, і скрізь поширили погану звістку, що шведи розбиті. Цією звісткою були глибоко засмучені всі християнські душі в згаданих місцях, а особливо в Ревелі, і ця звістка і смуток тривали два дні; потім Господь послав найкращу чутку, а саме, що маленький шведський загін, всього не більше 600 вершників і 100 (1000) кнехтів перемогли понад 16000 росіян, 7000 вбили, решту заставили втікати, дві милі гналися за ними і відібрали у них весь обоз, 1000 саней, навантажених всякими припасами та здобиччю. Цьому знову всі дуже зраділи. Битва відбулася при Лоді 1573, 23-го січня.
Коли шведи побили ворога і розділили здобич, то з великими почестями та багатою здобиччю повернулися додому і привели до міста Ревель понад 1000 московитських валлахів (коней). Тоді коні були дуже дешеві в Ревелі і не вважалися рідкістю соболи і куні шуби, а також иомковські гроші та прикраси. Шведські кнехти щодня приносили на ревельський ринок продаж багато речей, взятих у здобич.
З цього видно, що з московитами можна вести справу, якщо є лише трохи серйозності та стійкості проти них. Московит зовсім не такий страшний, як уявляють і розповідають про нього багато і високого, і низького походження. Він упродовж життя не переміг у битві 3000 німців, якщо вони опиралися; але, звичайно, якщо німці без потреби тікають, то йому добре гнатися за ними. Тому що коли Клаус Акезен із небагатьма людьми став проти, то московит і зник. У цій битві впало також кілька шведів, як Яспер (Каспар) Ларсен і Яспер Нільсен, шведські ротмістри, Вольмар Бракель, прапорщик, Людвіг Дуве з Шенгофа, Юрген Фіфгузен, Герман Анреп, Міхель Шлойер, гауптман ревельських кнехтів добрих гезелів. Тоді пан Клаус Акезен з тріумфом увійшов до Ревеля і велів везти перед собою багато московських прапорів і московських польових гармат.
У Розрядній книзі за 7081 присутня згадка про цю битву:
І государя царя і великого князя у воєвод з німецькими людьми справа була під містом під Коловерттю, і тоді государових воєвод побили і вбили на бою государевого боярина князя Івана Ондрійовича Шуйсково, а князя Івана Федоровича Мстисловського та Михайла Яковича Морозова і стрільців багатьох побили. І з того бою від'їхав шурин государів князь Олександр Сибекович Черкаський до німців і сказав у німецьких полкех Кляусу, німецькому воєводі, що як государеві багато людей побігли. І Кляус, королівською думкою, прийшов на государевих бояр і воєвод, і побили государевих людей.

## Наслідки
Поразка зіграла певну роль під час війни. Зокрема, Іван Грозний написав миролюбний лист до короля Швеції із пропозицією призупинити військові дії до зустрічі послів. Однак, на думку істориків, основним приводом для цього кроку була не поразка в битві, а заколот черемисів у Казанській області, який вимагав перекидання військ. До того ж, бойові дії не зупинилися — московські війська під командуванням воєводи Михайла Безніна успішно діяли під Ревелем.